# El Presseguer (Taradell)
El Presseguer és una masia de Taradell (Osona) inclosa a l'Inventari del Patrimoni Arquitectònic de Catalunya.

## Descripció
Masia situada a peu de camí entre la Llagostera i el Penedès, rebé el non del topònim del lloc, un petit serradet. Existia abans del 1325 i com la majoria de masies del sector NE de la població pertanyia a la parròquia de Santa Eugènia de Berga tot i que avui estan enclavades dins del terme municipal de Taradell. Moltes d'aquestes masies havien nascut per l'establiment de fadristerns en terres no gaire llunyanes al mas patern. La Serra no patí el despoblament provocat per la pesta negra i la trobem registrada en els fogatges del segle xvi així com en el nomenclàtor de la província de Barcelona de l'any 1860. La fesomia actual del mas no denota cap element medieval més aviat és fruit de reformes i ampliacions successives que tenen poc a veure amb l'estructura primitiva.

## Història
Masia de dimensions molt petites que té només unes quatre quarteres de terra. Sembla que fou construïda l'any 1931, però, degut a la Guerra Civil, no fou habitada fins a l'any 1966. D'aquí ve el nom de Pardaler, ja que durant aquests anys aquestes aus se n'apoderaren. A darreries de la dècada dels seixanta els masovers estats de l'hostal dels frares la varen adquirir als Srs. Presseguer.